# Cardamine pygmaea
Cardamine pygmaea är en korsblommig växtart som beskrevs av Dusen. Cardamine pygmaea ingår i släktet bräsmor, och familjen korsblommiga växter. Inga underarter finns listade i Catalogue of Life.